# Närkes runinskrifter 32
Närkes runinskrifter 32, eller Urvallastenen, är en runsten som står rest i trädgården till fastigheten Runeberg i Urvalla i Götlunda socken, Arboga kommun.

## Historia
Urvallastenen ristades på vikingatiden, troligen i mitten av eller i slutet av 1000-talet. Johannes Bureus var den första forskaren som skrev om stenen. Han undersökte själv stenen under 1600-talet första hälft och skrev då av runinskriften. Hans läsning av inskriften finns med i hans båda handskrifter Sumlen och Sueorum Runæ och i Sumlen lyder den som följer:
ulfr : auk : anuntr litu : reisa stein eftiR -u----ur. ...t : sin : boana : munuR
Stenen finns också med i en rannsakning från 1667 författad av Samuel Hallman, den dåvarande kyrkoherden i Götlunda, och den omnämns även i en rannsakning från 1683. Nä 32 avbildades dock inte i sin helhet förrän i början av 1700-talet, då den kringresande J.G. Hallman gjorde en teckning av stenen som senare renritades och kom med i Johan Peringskiölds handskrift Monumenta. Hallmans uppgifter låg också till grund för Olof Celsius' translitteration av inskriften i hans handskrift Svenska runstenar, som löd
ulfr : auk : anuntr : tilu ri-sa : stein : ietir -u------uns : sia : boaþa : kunþm.
Richard Dybeck gjorde även en teckning av stenen 1862 och hans translitteration av inskriften var 
ulfr : auk : anuntr :: litu : reisa : stein : eftiR * ----- --...ur * : sin : boana : kunuR :.
Av folket i trakten fick Dybeck veta att runstenen förut stått i en skeppssättning norr om sin nuvarande plats och han trodde på dessa uppgifter. Men denna tradition är med största sannolikhet oriktig. Det är vanligt att man trodde att runstenar varit resta på högar eller i olika stensättningar om sådana fanns i närheten men, som Sven B.F. Jansson skriver, att den stod på sin nuvarande plats redan på 1600-talet gör det osannolikt att den skulle ha rests någon annanstans. Dessutom står den rest 30 meter norr om den gamla landsvägen Ramstigen, vilket var en lämplig plats att placera en runsten på om man ville att den skulle ses av många.

## Stenen och den nutida tolkningen av dess inskrift
Stenen är av gråsvart och glimmerrik granit och är 1.72 meter hög och 90 cm bred nedtill. Stenen har ristningar på två av sina sidor och inskriften börjar på den östra sidan sidan (sida A), som är vänd mot vägen mellan Götlunda och Urvalla. Den avslutande delen av inskriften på västra sidan (sida B) vetter istället mot Runebergs trädgård. Ristningen är välbevarad och djupt huggen men tyvärr är en del av kanten på sida B skadad, och eftersom runinskriften löper längs kanterna har detta lett till att ett antal runor inte längre går att tyda. Det mesta av ytan som inte är täckt med runor täcks istället av djurornamentik.
Den moderna tolkningen av inskriften såsom den ges av Sven B.F. Jansson är följande:
- Translitteration:

Sida A - : ulfr : auk : anuntr :: titu : reisa : stein :
Sida B - : eftiR : (h)(u)---...---ur : sin : boana : kunuR :
- Normalisering:

Sida A - UlfR ok Anundr letu ræisa stæin
Sida B - æftiR Ho(lma), (fað)ur sinn, boanda Gunnu.
- Översättning:

Sida A - ”Ulv och Anund läto resa stenen”
Sida B - ”efter Holme (?), sin fader, Gunnas make.”
Klart är att stenen är rest av de två männen UlfR och Anundr till minne av deras fader och inskriften berättar också att fadern varit gift med Gunna. Faderns namn är dock inristat där en bit av stenen fallit av och läsningen blir osäker. Enligt Erik Brate och Sven B.F. Jansson gör dock de bevarade runspåren det troligt att det rör sig om namnet Holmi , vilket bland annat även återfinns på Nä 18.

## Fler bilder

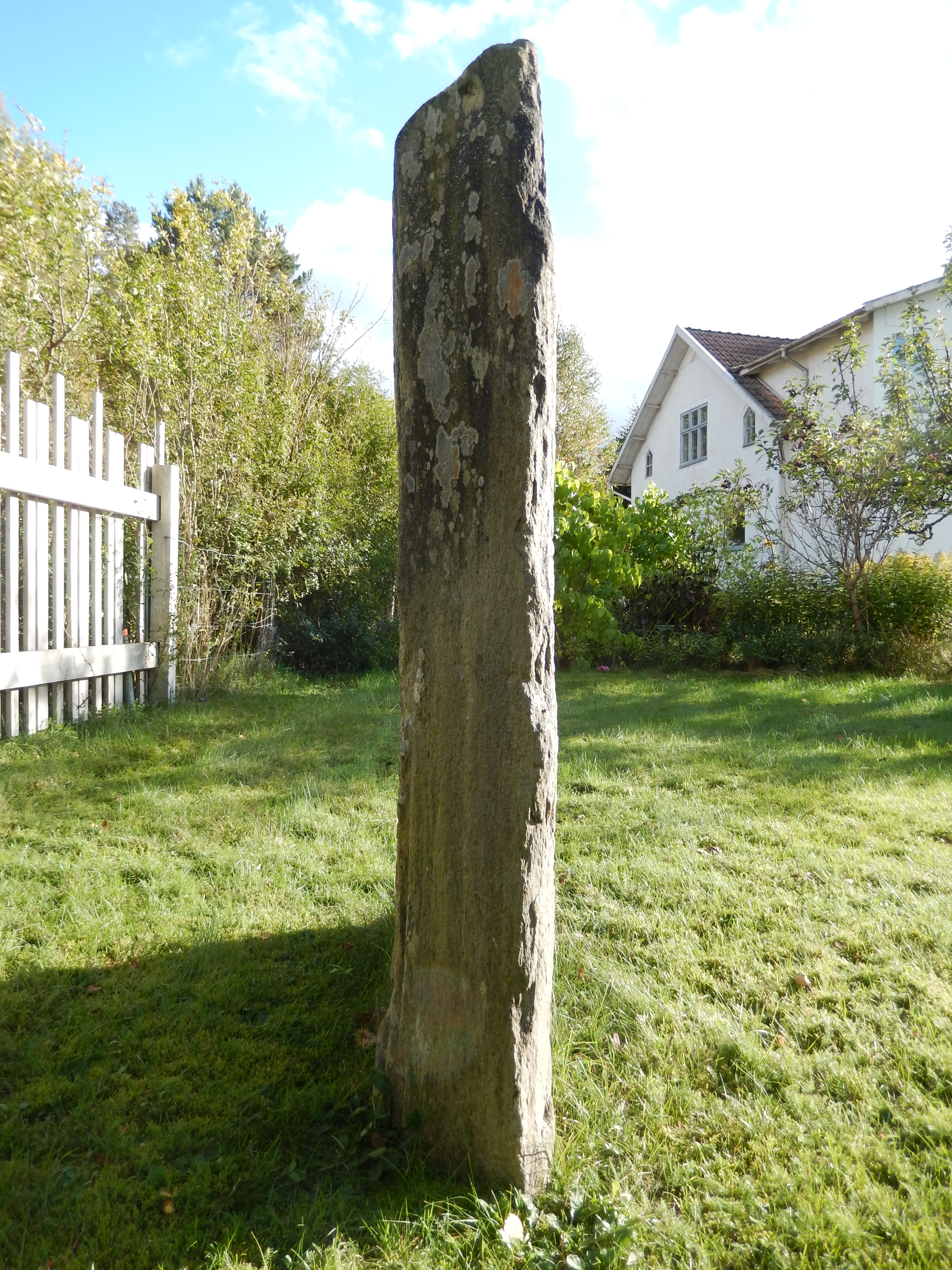
Nä 32 med huset.
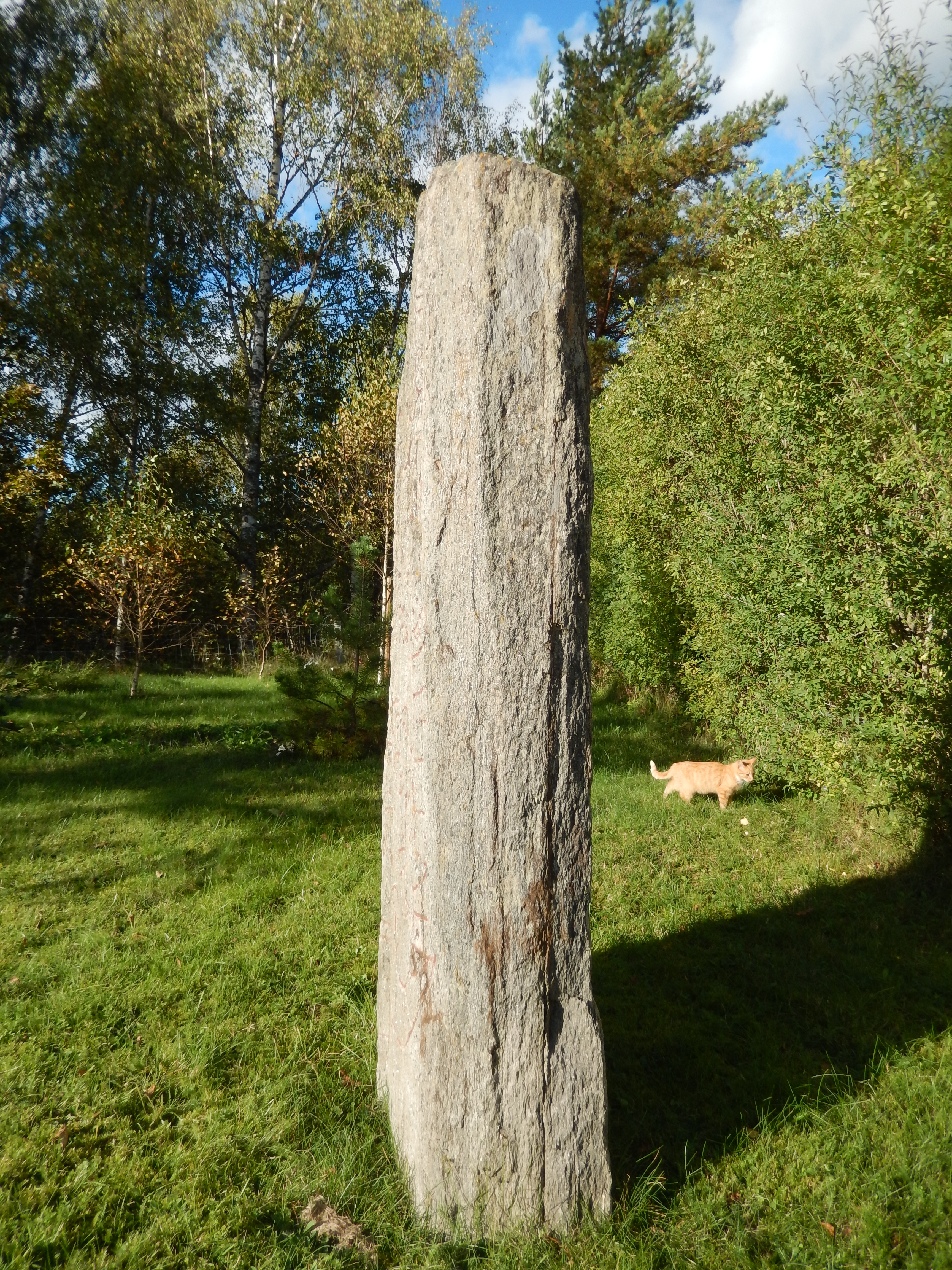
Nä 32 med katt.
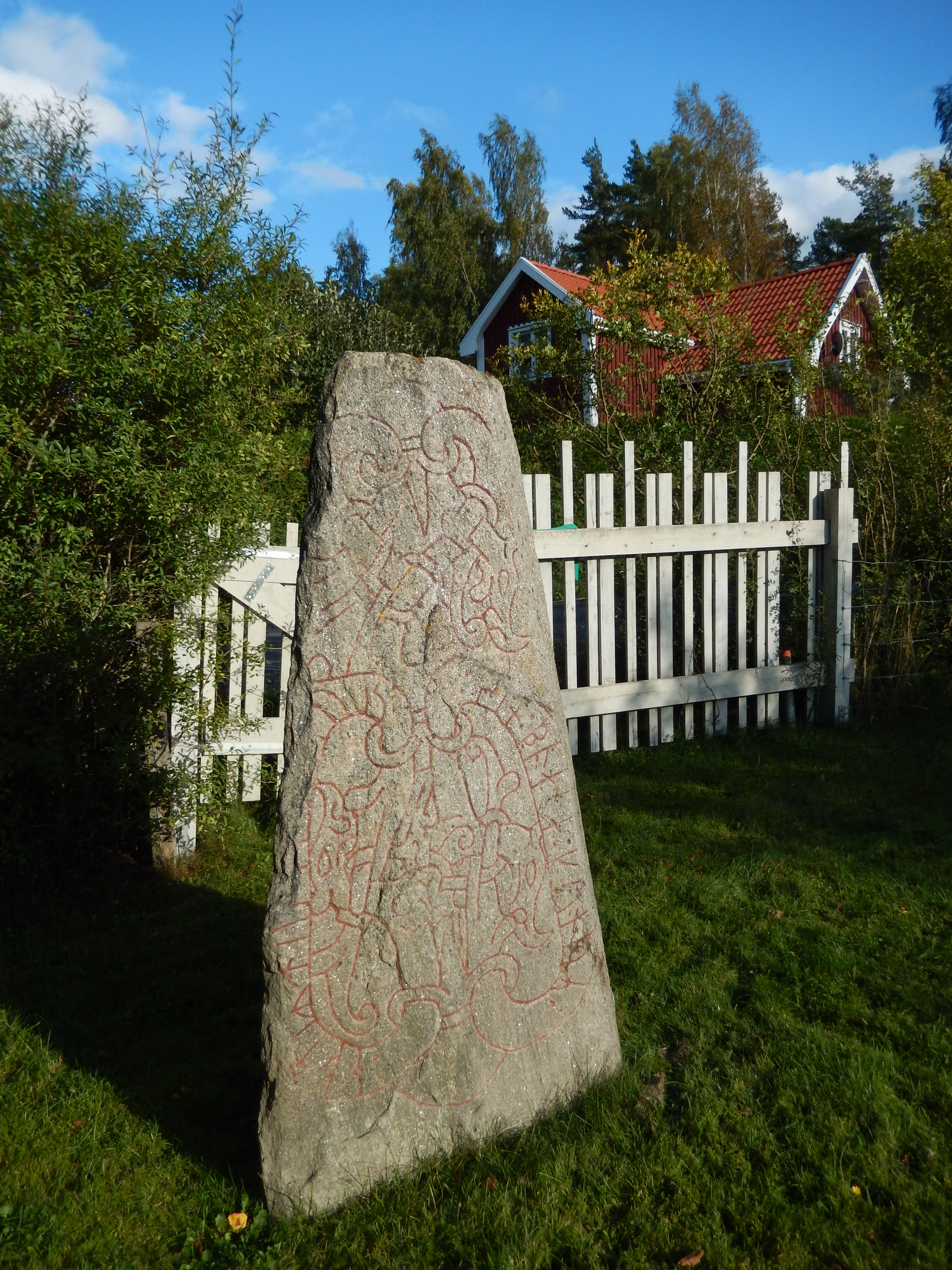
Nä 32 med staketet.
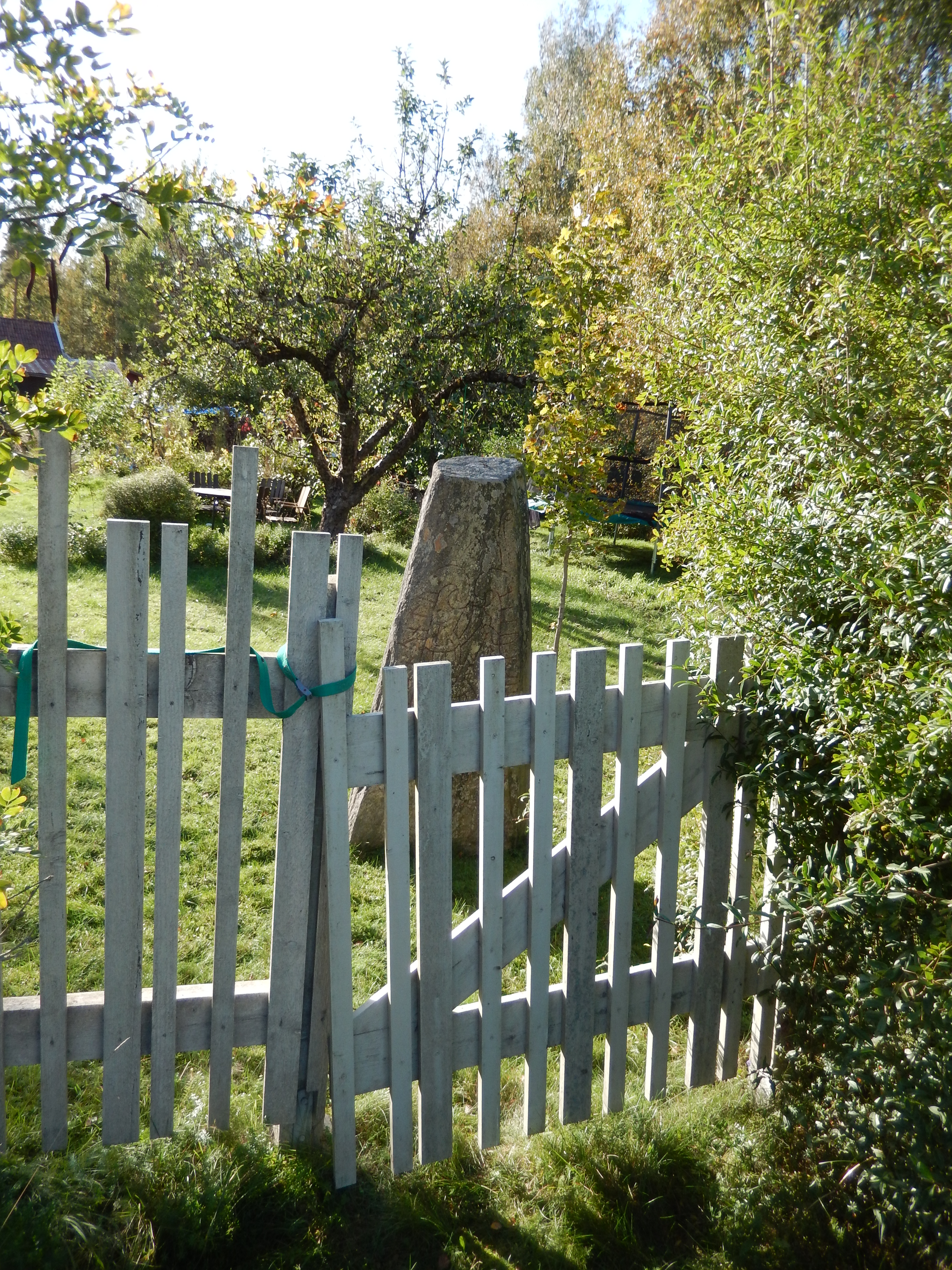
Nä 32 med grind och trädgården.